# Bad Schwalbacher Kurbahn
Bad Schwalbacher Kurbahn (skr. BSK) – kolej wąskotorowa uzdrowiskowa zlokalizowana w miejscowości Bad Schwalbach w Niemczech (Hesja).

## Historia

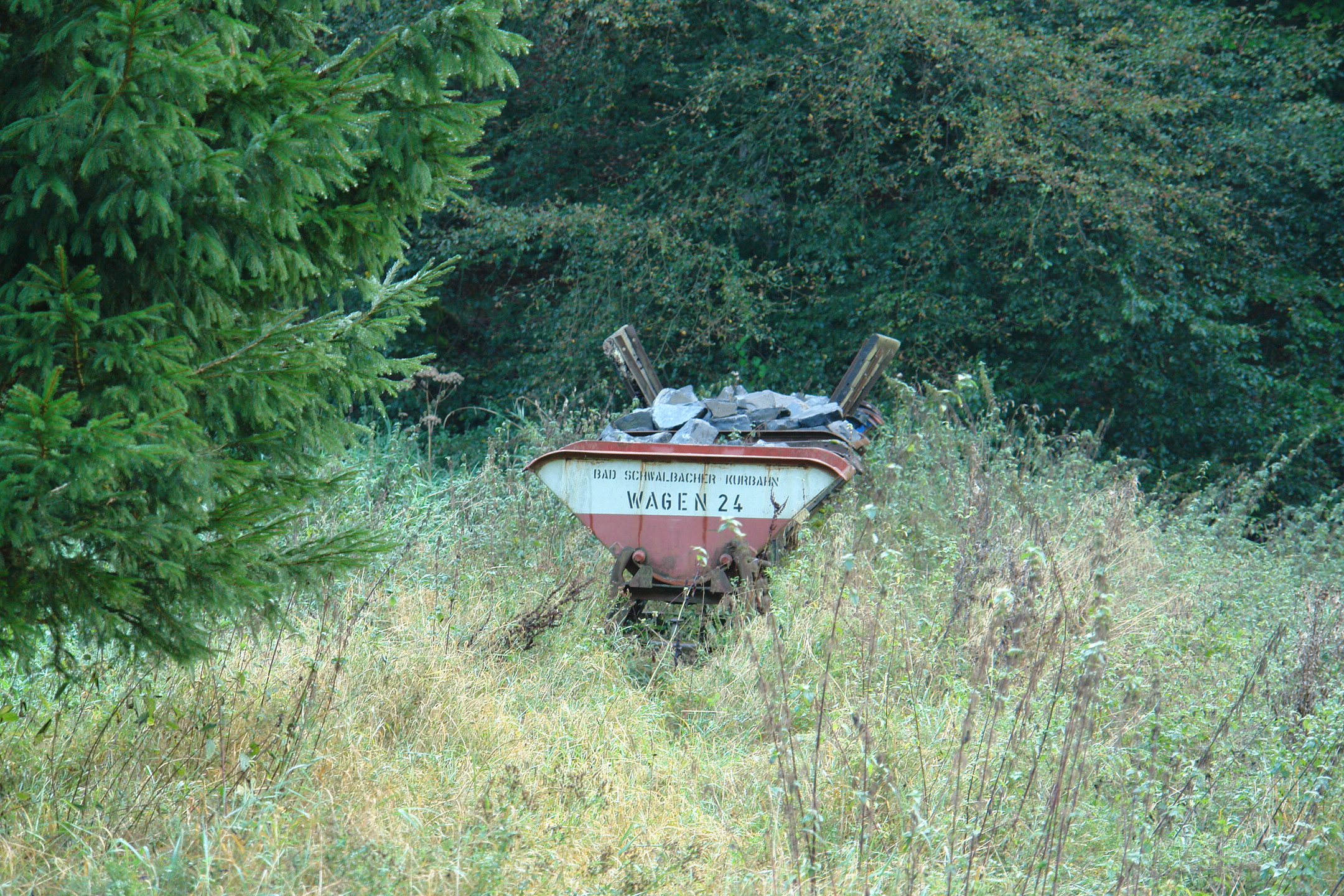
Historyczna koleba nr 24

Pod koniec XIX wieku lekarz uzdrowiskowy, dr Adolf Böhm, założył w miejscowości uzdrowisko bazujące na lokalnych zasobach borowin pochodzących z okolicznych wrzosowisk. Otwarcie uzdrowiska nastąpiło w 1905. Początkowo borowina była sprowadzana do specjalnych składowisk wozami konnymi. W 1926 wybudowano kolej polową o nazwie Moorbahn o rozstawie szyn 600 mm. W 1963 linia została częściowo przeprojektowana i dostosowana do większych nacisków osi. W 1985 zakupiono nową lokomotywę Schöma, która do dziś jest eksploatowana przez Stowarzyszenie Kolei Uzdrowiskowej, jako lokomotywa z numer 1.
Skład transportujący borowinę składał się najczęściej z lokomotywy oraz 5-6 koleb. Na trasie zorganizowane były punkty zwrotnicze z odgałęzieniami do poszczególnych wyrobisk, gdzie torowiska były przekładane ręcznie, w zależności od potrzeb i postępów wydobycia. Koleby ładowano ręcznie do 1960, potem pojazdem typu Unimog z chwytakiem, a od 1985 koparką gąsienicową. W 1991 kolej została zamknięta i od tego czasu borowina jest transportowana samochodami ciężarowymi.
Od 1992 r. podejmowano kilka prób przywrócenia starej kolei, jako turystycznej. W 1998 r. założono Bad Schwalbacher Kurbahn-Verein eV w celu zachowania dawnej linii Moorbahn i wykorzystania jej jako kolei uzdrowiskowej z transportem pasażerskim. Aby to zrobić, należało najpierw wyremontować torowiska. Na końcówce linii zbudowano tory przesiadkowe z peronami, a stację Schwalbenbrunnen wyposażono w bocznicę. Ponadto zbudowano nowy odcinek omijający źródło Adelheidbrunnen, ponieważ kolej nie mogła już korzystać z istniejącej trasy tuż obok źródła mineralnego. Po skonstruowaniu lokomotywy, która została przeprojektowana i przystosowana do ruchu pasażerskiego, eksploatacja próbna mogła rozpocząć się pod koniec września 2000. 8 marca 2005 zainaugurowano przewozy turystyczne na odcinku 1,6 km.

## Eksploatacja
Torowiska są utrzymywane przez wolontariuszy. Podróż przez tereny parku krajobrazowego trwa około 30 minut z postojem na końcu trasy. Podróżni mogą odbywać wycieczki do wyrobisk borowinowych i powracać jednym z kolejnych pociągów. Na stacji Schwalbenbrunnen funkcjonuje kawiarnia.